# Онофре Маримон
Онофре Маримон (на испански: Onofre Marimón) е бивш аржентински пилот от Формула 1. Роден е на 23 декември 1923 година в Буенос Айрес, Аржентина.

## Формула 1
Онофре Маримон дебютира във Формула 1 през 1951 г. в Голямата награда на Франция, в световния шампионат на Формула 1 записва 12 участия като печели 8 1/7 точки. Състезава се само за отбора на Мазерати.